# Ségur (rivière)
Pour les articles homonymes, voir Ségur (homonymie).
Le Ségur est une  rivière du sud de la France c'est un affluent du Drot (ou Dropt) donc un sous-affluent de la Garonne.

## Géographie
De 15,1 km de longueur, le Ségur est une rivière qui prend sa source sur la commune de Saint-Ferme en Gironde sous le nom de ruisseau de Doulens et se jette dans le Drot en rive droite sur la commune de Saint-Martin-de-Lerm.

## Départements et communes traversés
- Gironde : Auriolles, Cazaugitat, Saint-Ferme, Caumont, Rimons, Saint-Martin-du-Puy, Castelmoron-d'Albret, Landerrouet-sur-Ségur, Saint-Martin-de-Lerm.

## Affluents
Le Service d'administration nationale des données et référentiels sur l'eau (SANDRE) et le Système d'Information sur l'Eau du Bassin Adour Garonne (SIEAG) ont répertorié 13 affluents et sous-affluents du Ségur. 
| - Les affluents du Ségur. |

Dans le tableau ci-dessous se trouvent : le nom de l'affluent ou sous-affluent, la longueur du cours d'eau, son code SANDRE, des liens vers les fiches SANDRE, SIEAG et vers une carte dynamique d'OpenStreetMap qui trace le cours d'eau.
| Le Ségur | 2,8 km | O9630650 | « Fiche SANDRE » | Fiche SIEAG | OpenStreetMap |

| Inconnu               | 1,2 km | O9361000 | « Fiche SANDRE » | Fiche SIEAG | OpenStreetMap |
| Inconnu               | 1,7 km | O9361010 | « Fiche SANDRE » | Fiche SIEAG | OpenStreetMap |
| Inconnu               | 1,0 km | O9361030 | « Fiche SANDRE » | Fiche SIEAG | OpenStreetMap |
| Ruisseau des Poteries | 3,2 km | O9360680 | « Fiche SANDRE » | Fiche SIEAG | OpenStreetMap |
| Inconnu | 0,5 km | O9361020 | « Fiche SANDRE » | Fiche SIEAG |  |
| Inconnu                 | 0,9 km  | O9361050 | « Fiche SANDRE » | Fiche SIEAG | OpenStreetMap |
| Inconnu                 | 1,8 km  | O9361040 | « Fiche SANDRE » | Fiche SIEAG | OpenStreetMap |
| Ruisseau de la Gouraude | 10,2 km | O9360700 | « Fiche SANDRE » | Fiche SIEAG | OpenStreetMap |
| Inconnu | 1,0 km | O9361060 | « Fiche SANDRE » | Fiche SIEAG | OpenStreetMap |
| Inconnu | 1,3 km | O9361070 | « Fiche SANDRE » | Fiche SIEAG | OpenStreetMap |
| L'Esclop | 3,2 km | O9360710 | « Fiche SANDRE » | Fiche SIEAG | OpenStreetMap |
| Inconnu  | 2,0 km | O9361080 | « Fiche SANDRE » | Fiche SIEAG | OpenStreetMap |